# Зникнення (фільм, 1978)
«Зникнення» (рос. «Исчезновение») — радянський художній фільм 1978 року, кінорежисера  Веніаміна Дормана.

## Сюжет
Перед початком Німецько-радянської війни один з учнів археолога знайшов в Козарах стародавні скіфські поховання. В ході війни Козари були окуповані загарбниками, а єдиний учень, який дізнався таємницю поховань, загинув на фронті. У повоєнні роки студент Родік Самаркін (Олексій Мокроусов), онук того самого вченого-археолога, який щось знав про скарби, відправляється з друзями в Козари.

## У ролях
- Олексій Мокроусов —  Родік Самаркін
- Євген Герасимов —  Максим Шабанов
- Олена Козлітіна —  Надя Творогова
- Олександр Вдовін —  Віктор Буслаєв
- Людмила Соловйова —  Даша Воронкова, медсестра
- Андрій Мартинов —  Степан Коренец, гончар
- Юрій Саранцев —  майор Бондаренко
- Любов Соколова —  Самаркіна, мама Родіона
- Олександр Пашутін —  Лямін Кирило Петрович
- Борис Щербаков —  професор Богачов
- Олександр Январьов —  Васильок
- Манефа Соболевська —  тітка Паша
- Борис Сморчков —  Капустін
- Володимир Корецький —  винороб Дзюба
- Олександр Вокач —  Лисогоров
- Світлана Діріна —  Ангеліна Степанівна, листоноша

## Знімальна група
- Автор сценарію:  Ісай Кузнєцов
- Режисер: Веніамін Дорман
- Оператор:  Вадим Корнільєв
- Художник:  Марк Горелік
- Композитор:  Олексій Рибников